# Gandi Jamil
Gandi Jamil Georges (Ponta Porã, 3 de março de 1956) é um empresário e político brasileiro. Atualmente filiado ao MDB, foi Deputado Estadual de Mato Grosso do Sul, bem como Deputado Federal pelo referido estado.

## Carreira política
Gandi Jamil faz parte de tradicionais famílias sírias e turcas, emigradas no Mato Grosso do Sul desde a década de 1930. É filho de Jamil Jacobe Georges e Zine Georges. Possui sete irmãos: Fahd Jamil Georges (Fuad), Nazly Jamil Georges Tobji, Camil Jamil Georges, Abdo. Jamil Georges,Ivone Jamil Georges Issa , Soad Jamil Georges e Nasser Jamil Georges.  
É casado com Ana Karla Peluffo Zahran Georges, com quem teve dois filhos, Camilo e Gabriel. Era, portanto, genro de Ueze Zahran, fundador de um dos maiores conglomerados econômicos do interior do país, por vezes referido como "Rei do Centro Oeste". 
Foi eleito Deputado Estadual do Mato Grosso do Sul para legislatura de 1983-87, pelo PDS, tendo exercido a Presidência da Casa Legislativa no biênio 1985-86.  
Ingressou no PFL em 1985. Por essa agremiação política, foi eleito Deputado Federal para a legislatura 1987-90, tendo sido o candidato mais bem votado do pleito, com 86.705 votos.  
Nas Eleições Estaduais de 1990, candidatou-se a Governador pelo PDT, tendo Celina Jallad como Vice. Contou com apoio do então governador Marcelo Miranda (PMDB) e deste recebeu o suporte. Apurado os votos válidos no primeiro turno, o petebista Pedro Pedrossian foi eleito governador de Mato Grosso do Sul já no primeiro turno, derrotando o então pedetista Gandi Jamil. Após a derrota, não disputou mais nenhum pleito. 
Em 2007, teve sua prisão provisória determinada, por envolvimento com a Máfia dos Caça-Níqueis do Mato Grosso do Sul. Não apresentou-se à Polícia Federal e foi considerado foragido por algumas semanas. Contudo, a decisão foi posteriormente revogada. 
Afirmou a pré-candidatura à Prefeitura de Ponta Porã, nas Eleições Municipais de 2012, mas não lançou-se oficialmente como candidato. 